# Алейкино (Сурский район)
Алейкино — деревня в Сурском районе Ульяновской области России. Входит в состав Астрадамовского сельского поселения. Малая родина Героя Советского Союза В. И. Давыдова.

## Географическое положение
Расположено на речке Чилим, в 32 км от рабочего посёлка Сурское. Рядом находятся села Астрадамовка, Аркаево, Атяшкино.

## Население
| 2010 |
| ---- |
| 94   |

## Известные уроженцы
- Давыдов, Владимир Ильич — Герой Советского Союза.